# Тампет Мокаф
«Тампет Мокаф» (фр. AS Tempête Mocaf) — центральноафриканский футбольный клуб из столицы страны Банги. Выступает в чемпионате ЦАР. Домашние матчи проводит на арене «Спортиф Бартелеми Боганда», вмещающей 20 000 зрителей.
«Тампет Мокаф» является самым титулованным клубом ЦАР, он 10 раз побеждал в чемпионате страны и 6 раз завоёвывал национальный кубок. Девять раз клуб принимал участие в Африканском Кубке (Лиге) чемпионов, наилучшего результата ему удалось добиться в 1994 году, когда «Тампет Мокаф» вышел в 1/8 финала. Трижды клуб участвовал в Кубке обладателей кубков КАФ, лучший результат выход в 1/4 финала в 1975 году.

## Достижения
- Чемпион ЦАР (10): 1976, 1984, 1990, 1993, 1994, 1996, 1997, 1999, 2003, 2009.
- Обладатель Кубка ЦАР (6): 1974, 1982, 1985, 1992, 2003, 2011.

## Участие в афрокубках
- Лига чемпионов КАФ: 5 раз

1997 - Предварительный раунд (дисквалифицирован за неуплату взносов)
1998 - Предварительный раунд (дисквалифицирован за неуплату взносов)
2000 - Первый раунд
2004 - Предварительный раунд (отказ)
2010 - Предварительный раунд
- Африканский Кубок чемпионов: 4 раза

1977 - Первый раунд (отказ)
1985 - Предварительный раунд
1991 - Предварительный раунд
1994 - Второй раунд
- Кубок обладателей кубков КАФ: 3 раза

1975 - 1/4 финала
1986 - Первый раунд
1993 - Предварительный раунд
- Кубок Конфедерации КАФ: 1 раз

2012 - Предварительный раунд